# Gyrus orbitalis anterior
De gyrus orbitalis anterior is een hersenwinding aan het orbitale oppervlak van de frontale kwab van de grote hersenen. Aan de achterzijde wordt deze hersenwinding begrensd door de sulcus orbitalis transversus van de achtergelegen gyrus orbitalis posterior. Aan de mediale zijde loopt de ramus rostralis sulci orbitalis medialis die de grens vormt met de gyrus orbitalis medialis. Aan de laterale zijde loopt de ramus rostralis sulci orbitalis lateralis die de grens vormt met de gyrus orbitalis lateralis. Door de gyrus orbitalis anterior verlopen een aantal sulci orbitales intermedii.